# 임실 오수리 석불
임실 오수리 석불(任實 獒樹里 石佛)은 대한민국 전북특별자치도 임실군에 있는 석불이다. 1979년 12월 27일 전라북도의 유형문화재 제86호로 지정되었다.

## 개요
전라북도 임실군 오수면 오수리에 있는 석불로, 하체 부분이 땅에 묻혀 있다. 광배(光背)와 불상이 하나의 돌로 되어 있어 옆에서 보면 한쪽 면은 완만한 타원을 이루고, 불상이 조각된 면은 약간 볼록하다.
민머리 위에는 작은 상투 모양의 머리묶음이 솟아 있고, 얼굴은 역삼각형이다. 귀는 길게 표현되었으며 목에는 3줄의 삼도(三道)가 있다.
신체는 어깨에서 몸 아래로 내려갈수록 좁아지는데, 어깨 폭은 1.4m이고 땅에 접한 부분은 1m이다. 양 어깨를 감싸고 있는 옷은 가슴 밑에서 역삼각형을 이루고, 그 아래 소매자락은 마치 손을 넣고 있는 것처럼 볼록하게 표현되었다.
부처의 몸에서 나오는 빛을 형상화한 광배는 뾰족한 타원형이며, 불꽃무늬가 조각되어 있다.

## 참고 자료
- 오수리석불 - 국가유산청 국가유산포털